# Pomacentrus tripunctatus
Pomacentrus tripunctatus là một loài cá biển thuộc chi Pomacentrus trong họ Cá thia. Loài này được mô tả lần đầu tiên vào năm 1830.

## Từ nguyên
Từ định danh được ghép bởi hai âm tiết trong tiếng Latinh: tri ("ba") và punctatus ("vệt đốm"), hàm ý đề cập đến ba đốm đen: một trên nắp mang (nhỏ), một trên phần vây mềm phía sau của vây lưng (nhưng mờ) và một ở nửa trên cuống đuôi của loài cá này.

## Phạm vi phân bố và môi trường sống
Từ đảo Sri Lanka và biển Andaman, phạm vi của P. tripunctatus trải dài đến vùng biển các nước Đông Nam Á và các đảo quốc thuộc Melanesia ở phía đông, giới hạn ở phía bắc đến quần đảo Ryukyu (Nhật Bản), xa hơn ở phía nam đến Úc. Tại Việt Nam, P. tripunctatus được ghi nhận tại đảo Lý Sơn (Quảng Ngãi). P. tripunctatus sống tập trung gần những rạn san hô trên nền đáy cát bùn với san hô vụn ở độ sâu đến 3 m.

## Mô tả
Chiều dài lớn nhất được ghi nhận ở P. tripunctatus là 10 cm. Cá trưởng thành có màu nâu, vảy cá viền đen tạo thành kiểu hình mắt lưới trên thân của chúng. Nửa trên cuống đuôi có một vệt đen nổi bật. Cá con có nhiều vệt sọc màu xanh lam óng trên đầu với một đốm đen lớn ở ngay sau vây lưng.
Số gai ở vây lưng: 13; Số tia vây ở vây lưng: 14–15; Số gai ở vây hậu môn: 2; Số tia vây ở vây hậu môn: 14–15; Số tia vây ở vây ngực: 18; Số gai ở vây bụng: 1; Số tia vây ở vây bụng: 5; Số lược mang: 20–22; Số vảy đường bên: 17–18.

## Sinh thái học
Thức ăn của P. tripunctatus bao gồm tảo và các loài động vật phù du. Cá đực có tập tính bảo vệ và chăm sóc trứng.